# جد مک‌کالب
جد مک‌کالب (به انگلیسی: Jed McCaleb)برنامه نویس کامپیوتر و موسس شرکت ریپل است. پس از آن شرکت استلار را تاسیس نمود. او در قالب eDonkey و Overet رمزارز استلار را ایجاد نمود که در سال ۲۰۱۴ آن را معرفی نمود. همچنین وی یکی از بنیان‌گذاران رمزارز ریپل بود که به دلیل اختلاف با سایر توسعه‌دهندگان آن از این بنیاد جدا شد.